# Shakra
Gli Shakra sono un gruppo musicale svizzero hard rock/heavy metal fondato nel 1997.

## Storia
Dopo le prime pubblicazioni Shakra (1997) e Moving Force (1999) che garantirono al gruppo un tour con Great White e Uriah Heep, la carriera degli svizzeri Shakra esplose con la pubblicazione del terzo album Power Ride (2001) quando il cantante Pete Wiedmer, costretto all'abbandono per motivi di salute, fu sostituito dall'ottimo Mark Fox. Mark impresse il suo marchio nel disco successivo, Rising (2003), che lanciò la band ai vertici delle classifiche svizzere e tedesche, fino ad un'importante esibizione al festival musicale Bang Your Head.
Dopo aver accompagnato gli Iron Maiden al Spirit Of Rock festival, gli Shakra partirono in tour per 12 Paesi con HammerFall e Stratovarius. Nel 2006 si esibirono a Zurigo con i Guns N' Roses.
Poco dopo l'uscita di Everest (2009), Mark Fox lasciò il gruppo e fu sostituito da John Prakesh, con il quale la band ha pubblicato nel 2011 un nuovo disco, Back On Track.

## Formazione
- Mark Fox - voce
- Thomas Muster - chitarra ritmica
- Thom Blunier - chitarra solista
- Dominik Pfister - basso
- Roger Tanner - batteria

## Discografia
Album in studio
- 1997 - Shakra
- 1999 - Moving Force
- 2001 - Power Ride
- 2003 - Rising
- 2005 - Fall
- 2007 - Infected
- 2009 - Everest
- 2011 - Back On Track
- 2013 - Powerplay
- 2016 - High Noon
- 2017 - Snakes & Ladders
- 2020 - Mad World

Live
- 2000 - The Live Side
- 2004 - My Life My World